# Sympherobius piceaticus
Sympherobius piceaticus är en insektsart som beskrevs av C.-k. Yang och D.-p. Yan 1990. Sympherobius piceaticus ingår i släktet Sympherobius och familjen florsländor. Inga underarter finns listade i Catalogue of Life.